# Budzillus
Budzillus (Eigenschreibweise: BudZillus) ist eine Band aus Berlin. Sie wurde im Jahr 2005 gegründet.
In ihrer Musik finden sich Einflüsse von Swing, Punk, Jazz, Polka, Surf, Reggae und orientalischer Musik.

## Geschichte
Budzillus wurde zunächst gegründet, um auf der Hochzeit einer Freundin zu spielen und trat danach auf der Straße und kleineren Konzerten auf, anfänglich noch mit Cajón und Banjo. Anfang 2008 gab es mehrere Wechsel in der Besetzung, die Band spielt seitdem in klassischer Rockband-Formation (Gesang, Gitarre, Bass, Schlagzeug) und wird erweitert durch Keyboard und Saxophon. Von den damaligen Gründungsmitgliedern sind nur noch Robert Kondorosi und Kristian Zepplin übrig geblieben. Die Band verfügt über einen festen Kern, spielt jedoch auch häufig mit verschiedenen Gastmusikern zusammen.
Budzillus verfassen ihre Texte hauptsächlich auf Deutsch und Englisch, singen aber auch auf Ungarisch.
Ein wichtiges Merkmal neben der Musik ist das „Do it yourself“-Prinzip: so spielt die Band seit ihrer Gründung auf teils recht ungewöhnlichen und selbst gebauten Instrumenten wie der Tenorgitarre oder dem Bassbanjo, führt ihre Geschäfte selbst, gestaltet ihr eigenes Artwork und hat ihr eigenes Plattenlabel gegründet.
Seit 2008 spielt die Band bis zu 100 Konzerte im Jahr und besuchte dabei mehr als ein Dutzend Länder, darunter: die USA, Russland, die Türkei, Ungarn, Italien, Belgien, die Niederlande, Frankreich, Polen, und Dänemark. Die Band spielte außerdem auf größeren Festivals wie dem Lowlands- oder dem Fusion Festival.
Im Jahr 2007 nahmen Budzillus ihre erste EP in den Soundlounge-Studios in Schwerin auf, im Sommer 2008 folgte die zweite EP Devils Polka und 2009 erschien das erste (selbstbetitelte) Album. Nachdem die Band in den Jahren 2010 und 2011 ausgiebig tourte, erschien die EP Der Untergang mit Remixen u. a. von AKA AKA und Oliver Koletzki. Im März 2012 folgte das zweite Album Auf Gedeih und Verderb. Im selben Jahr spielte die Band in der Folge Die Gurkenkönigin der Serie Polizeiruf 110 sich selbst und steuerte auch große Teile des Soundtracks bei. Ebenso stammt die Titelmusik der ARD-Vorabendserie Heiter bis tödlich: Hauptstadtrevier von ihr. Nach einer erfolgreichen Anschubkampagne über Startnext veröffentlichte die Band 2015 ihr drittes Album Besser wirds nicht auf Munka Munka Records, der Vertrieb erfolgt über Rough Trade.

## Diskografie
- 2007: Best of Greatest Hits (EP)
- 2008: Devils Polka (EP)
- 2009: BudZillus (Album)
- 2011: Der Untergang (EP, Burlesque Musique)
- 2012: Auf Gedeih und Verderb (Album, Munka Munka Records)
- 2015: Besser wirds nicht (Album, Munka Munka Records)